# Ōdachi

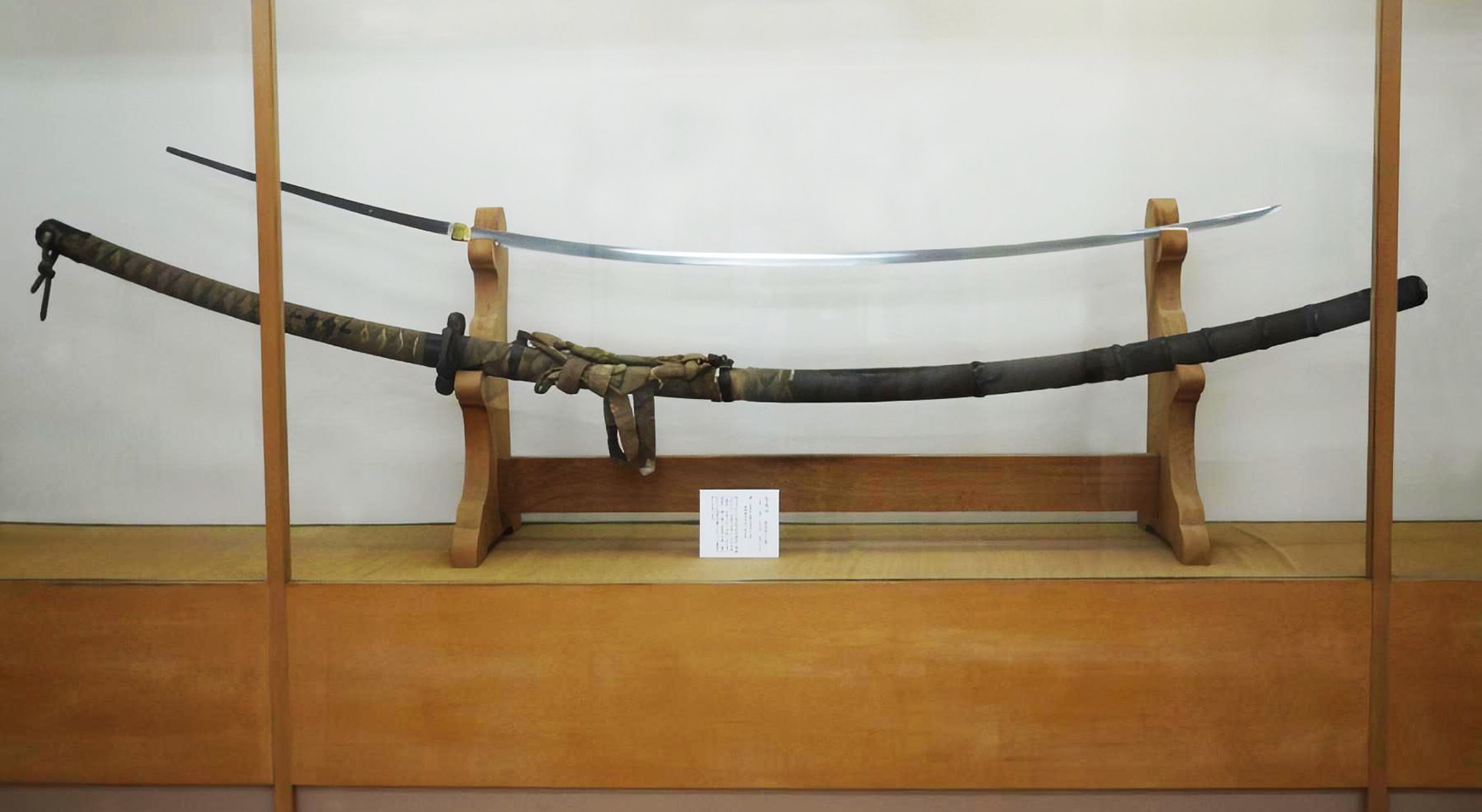
El Odachi Masayoshi fue forjado por el herrero de cuchillas Sanke Masayoshi en 1844. La longitud de la hoja es de 225,43 cm y la espiga de 92,41 cm.

Un ōdachi (大太刀?), que significa "gran/gruesa espada", era un tipo de gran espada japonesa. El término nodachi, o "espada de batalla", que se refiere a un tipo de espada diferente, es  usado incorrectamente a menudo en lugar de Ōdachi. Se conoce históricamente como ōtachi.
El carácter para ō (大) significa "grande" o "enorme". El carácter para da (太) y chi (刀) son los mismos que tachi (太刀), el viejo estilo de espadas anteriores a la katana. el chi es también el mismo carácter que en katana(刀) y el tō de nihontō (日本刀 "espada japonesa"), originalmente procedente del carácter chino para cuchillo, dāo.
Para ser considerada un ōdachi, la espada en cuestión debe tener una longitud de hoja de 3 shaku (尺?), equivalente a 90,9 cm o más. De todas formas, como con muchos términos en el arte de la espada japonesa, no hay una definición exacta del tamaño de un ōdachi.

## Propósito

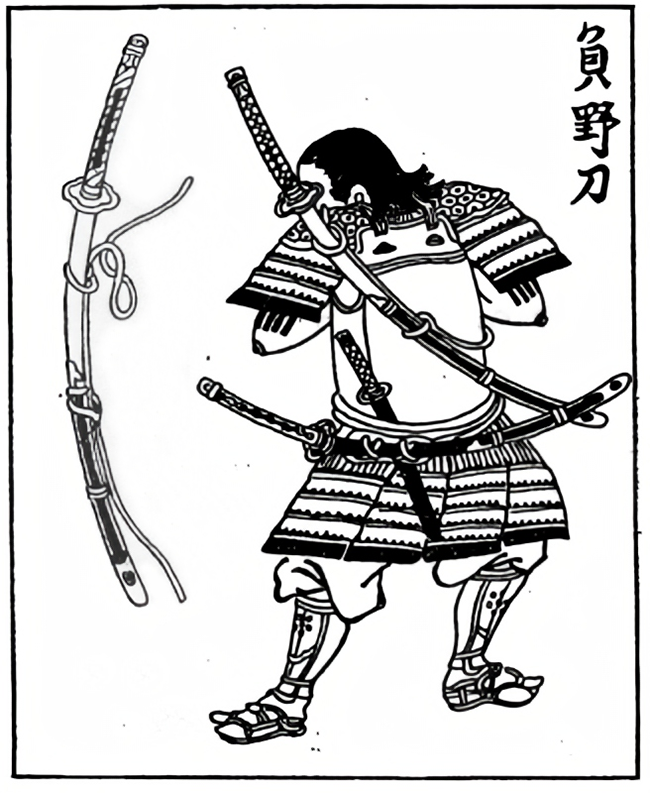
Ōdachi/nodachi.

El propósito del ōdachi se puede categorizar como sigue: 
- Como una ofrenda a un templo o a los dioses. Algunos ōdachi eran dedicados con oraciones para ganar una guerra, otros eran colocados en los templos como espadas legendarias de la mitología.
- Como un arma. En las explicaciones de viejos textos, como el Heike-momogatari, Taihei-ki nos dice que los ōdachi eran usados por los soldados durante las batallas.
- Como un símbolo para un ejército. Algunos ōdachi eran demasiado largos para uso práctico. No podían ser usados en una batalla pero se dice que podrían haber sido usados como un símbolo por un ejército, como una bandera
- Como una tendencia durante cierto periodo. Algunas espadas se usaban también para ceremonias
- Para mostrar la habilidad del forjador.
- Usados en la primera línea de batalla para atacar a la caballería enemiga, a veces entre dos personas. También era usada por los jinetes para atacar a la infantería.

La mayoría de los ōdachi eran usados por las primeras dos razones.

## Producción
Los ōdachi son difíciles de producir porque su longitud hace más complicado el tratamiento térmico de forma tradicional: Cuanto más larga es una hoja, más difícil (o caro) es calentar la hoja entera a una temperatura homogénea, tanto por el recocido y para alcanzar temperatura de endurecimiento. Entonces el proceso de templado necesita un medio de templado mayor ya que un templado desparejo puede llevar a torcer la hoja.
El método de pulido también es diferente. Debido a su tamaño, los ōdachi se suelen colgar del techo o colocados en una posición estacionaria para ser pulidos, al contrario que las espadas normales que se mueven sobre piedras de pulido.
Adquirir un ōdachi sería muy difícil ya que con mucha certeza habría que hacerlas a medida. De este modo, el gobierno local o una organización religiosa tendrían que patrocinar la producción, ya que no hay una razón para su creación de otra manera.

## Forma de uso
Los ōdachi que se usaban como armas eran muy largas para que los samurái lo llevaran en sus cinturas como espadas normales. Había dos métodos para poder llevarlos:
- Un método era llevarlo en la espalda. Sin embargo, esto no se veía práctico puesto que era imposible desenvainar rápidamente.
- El otro método era simplemente llevarla en la mano. La tendencia durante la era Muromachi era que los samurái que llevaban un ōdachi tuvieran un seguidor para ayudarles a desenvainar.

Los estilos de esgrima con ōdachi se enfocaban en cortes hacia abajo y posturas diferentes a las de las espadas normales.
La importancia del ōdachi desapareció tras el asedio de Osaka de 1615 (la batalla entre Tokugawa Ieyasu y Toyotomi Hideyori). Desde entonces se usó más como una pieza ceremonial.

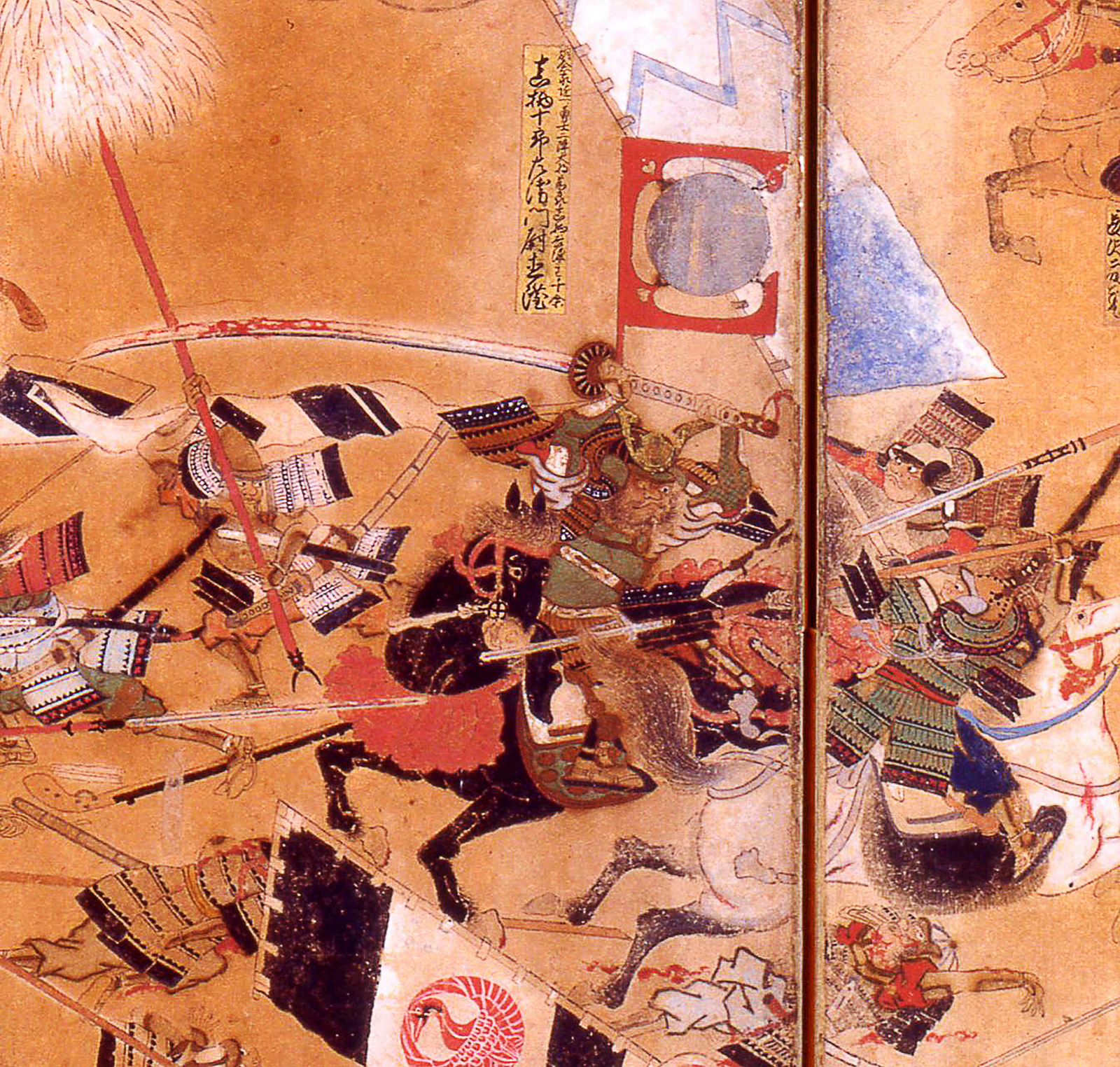
Un samurái maneja un Ōdachi a caballo en la batalla de Anegawa (1570).
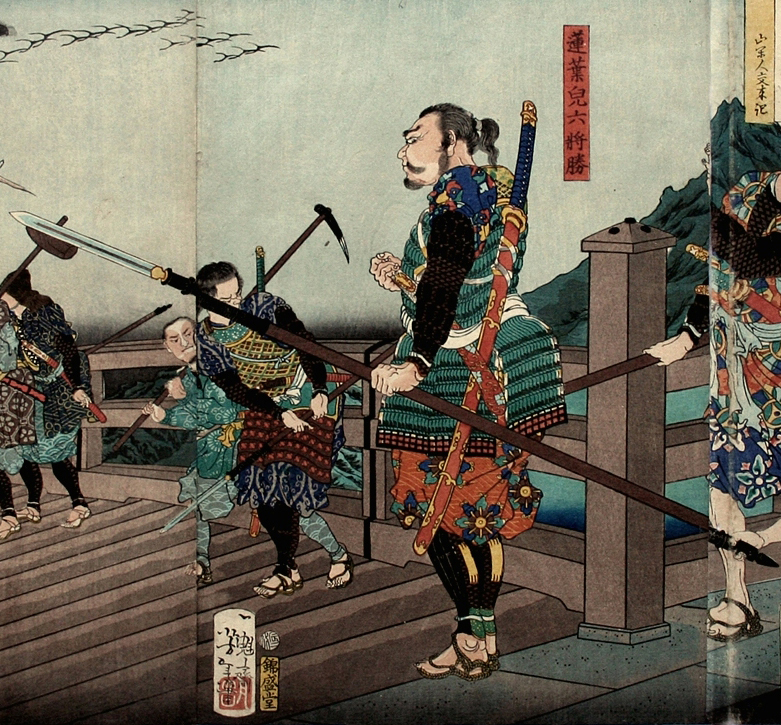
El ukiyo-e del período Edo muestra un ōdachi en la espalda de un samurái.

## Razones para la pérdida de popularidad
- No hubo batallas en campo abierto tras 1615.
- El gobierno bakufu impuso una ley prohibiendo la tenencia de espadas de más de cierta longitud (en el 3 de la era Genna (1617), el 3 de Kan'ei (1626) y el 2 de Shōhō (1645). Una vez que la ley se puso en práctica, los ōdachi se recortaron al tamaño legal menor. Esta es una de las razones por las que los ōdachi son tan raras.
- Las ōdachi no tenían ya ningún uso práctico, pero todavía se hacían ofrendas con ellas en los templos shinto. Éste se convirtió en su propósito principal. Debido a la cantidad de habilidad requerida para hacer una, se consideraba que su apariencia impresionante las hacía adecuadas para rezar a los dioses.